# Stil

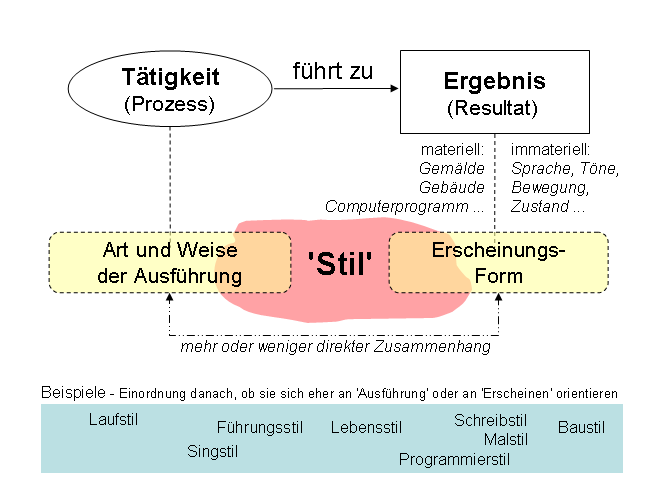
Der Begriff 'Stil' – Erscheinungsform oder Art und Weise der Ausführung

Der Ausdruck Stil bezeichnet eine „charakteristisch ausgeprägte Erscheinungsform“ (ursprünglich einer Sprache oder eines Kunstwerks) oder das „einheitliche Gepräge der künstlerischen Erzeugnisse einer Zeit“ (z. B. Bau-, Mal-, Rembrandt-, gotischer Stil). Ebenfalls mit ‚Stil‘, oft als Teilausdruck, wird die meist in engem Zusammenhang mit der Erscheinungsform einer Sache stehende „Art und Weise der Ausführung“ bezeichnet, z. B. der Stil, mit dem eine Sporttechnik ausgeführt wird (vgl. Schwimmstil).
Ursprünglich bezieht sich der Ausdruck auf Kunst: Maler haben einen Malstil, Häuser haben einen Baustil, Schreibende (z. B. Autoren, Dichter) einen Schreibstil, Komponisten einen Komponierstil, Musiker einen Musizierstil und Sänger einen Gesangsstil. Kunststile werden untersucht und klassifiziert von der Stilkunde, einem Teilbereich der Kunstgeschichte. In einem weiteren Sinne umfasst ‚Stil‘ auch allgemeine Phänomene, etwa der Alltagskultur, zum Beispiel die Art, wie man sich kleidet (Kleidungsstil), schmückt, sein Haar trägt.
Zu den entscheidenden Merkmalen eines Stils gehört, dass er im jeweiligen Kontext als Alternative zu anderen möglichen Stilen wahrgenommen wird. Gibt es zur jeweiligen Art und Weise keine relevante Alternative, wird sie auch nicht als Stil empfunden.
Der Anglizismus Style wird seit einigen Jahrzehnten besonders im Kontext von Mode und Jugendkulturen oft statt des Wortes „Stil“ verwendet, jedoch mit Bedeutungsschattierungen und je nach Zusammenhang unterschiedlichen Konnotationen: „gestylt“, „stylis(c)h“. „Style“ ist Bestandteil einiger deutscher Wörter geworden, z. B. „Styling“, „Hairstylist“.

## Wortherkunft
Stil ist seit dem 15. Jahrhundert im Deutschen bezeugt und geht auf lateinisch stilus (Stängel, Schreibgerät, Griffel) zurück. Die Verbindung ist folgende: Man konnte an einem Schriftstück erkennen, wie (also zunächst mit welchem Griffel) jemand etwas geschrieben hatte: Danach wurde die Bedeutung von „Technik zu schreiben“ über „Art zu schreiben“ (Handschrift) auf die typische (literarische) Handschrift eines Meisters oder einer Schule (Manier) übertragen. Das Wort ist möglicherweise nicht direkt aus dem Lateinischen ins Deutsche gekommen, sondern über das Italienische stile, wo es schon sehr viel länger bezeugt ist.
Stil kann im Anlaut mit ‚Sch‘ (wie im Wort Stadt – vor allem im süddeutschen Raum) oder mit ‚St‘ (mit scharfem, stimmlosen s wie im Wort Weste – hochdeutsche Standardaussprache) gesprochen werden. Viele Sprecher wenden die St-Variante an, um das Wort von Stiel zu unterscheiden, mit dem es allerdings von seiner Herkunft her sogar verwandt ist.
„Stil“ ist nicht bedeutungsgleich mit „Stilisierung“ (Abstraktion) zu sehen, das den ursprünglichen Kontext des Graphischen gegenüber dem Ausformuliert-Malerischen behalten hat.

## Begriffsbestimmung

### Kunstgeschichte
Der kunsthistorische Stil-Begriff bezieht sich auf eine Epoche oder Ära der Kunstgeschichte, den Epochenstil, auf eine Region mit gemeinsamer kultureller Tradition oder die Kunstäußerungen einer spezifischen kulturellen Gruppe, den kulturellen Stil, auf das Kunstschaffen einer Ethnie in ihrer kulturellen Identität, den ethnischen Stil, oder aber auf den persönlichen Ausdruck eines Künstlers oder einer Werkstatt, den persönlichen oder Personalstil. Die Einheit eines Personalstils schließt Vielfalt – Vielfalt in der Einheit – nicht aus, wie etwa bei dem spanischen Dichter Francisco de Quevedo, der bei unverkennbar eigener literarischer Charakteristik „düster zu sein vermag und witzig, derb und tiefsinnig, trocken und visionär“.
Die „charakteristische Ausprägung“ bezieht sich auf Ähnlichkeit bezüglich formaler Merkmale (nicht auf die Gleichheit der Form wie bei Standardisierungsprozessen), die als Gemeinsamkeit dem Gros der Manifestationen/Tätigkeiten jener Epoche, Region, Person etc. zugeschrieben wird. Ein Stil bildet sich durch die – nicht immer bewusste, aber stets kohärente – Auswahl, Bewertung und Anwendung bestimmter Ausführungsmerkmale. Anhand solcher stilbildender Merkmale lassen sich beispielsweise in den bildenden Künsten Stilrichtungen feststellen. Mit anderen Worten ist ein Stil der Kanon einer Formensprache und Stilbruch das vorsätzliche oder versehentliche Verletzen dieses Kanons.

### Kunst und Handwerk
In Kunst und Handwerk bezeichnet der Stil demgemäß die Art und Weise, wie ein Werk geschaffen ist (die Art des Prozesses und die Art des Resultats), wobei es um Merkmale geht, die typisch bzw. charakteristisch sind für einen Künstler, eine Epoche, eine Schule, ein Lebewesen (Tier) oder auch nur ein Werk. Der Stil kann unabhängig sein von Funktion oder Inhalt des Werks; dann hat er sich verselbständigt. In der Kunst wird Stil manchmal von Manier abgegrenzt. Bei Komponisten und darstellenden Künstlern spricht man auch von einem Personalstil.
In der aktuellen Kunstgeschichte wird zunehmend der Pluralismus der Stile innerhalb einer Epoche oder im Werk eines Künstlers untersucht und in Beziehung mit historischen, sozialen und kommunikativen Kontexten gesetzt. Stile werden nicht nur als formale Klassifikation, sondern auch als Bedeutungsträger analysiert. Das entspricht der oft zu beobachtenden historischen Rolle von Stilen als Bedeutungsträgern im Rahmen des Konzeptes der Angemessenheit (Decorum). Auch das traditionelle Konzept des einheitlichen Epochenstils wird immer mehr in Zweifel gezogen.

### Sprache
In der Sprache handelt es sich bei Stil um diejenigen Merkmale einer Äußerung oder eines Textes, die nicht die Bedeutung betreffen, sondern nur die Art und Weise, wie diese Bedeutung versprachlicht wird. Die gleiche Bedeutung kann auf unterschiedliche Art und Weise, also mit unterschiedlichem Stil versprachlicht sein. Insofern gibt es Überschneidungen mit dem Begriff der Sprachebene, die sich im Wesentlichen in Hochsprache, Alltagssprache, Rotwelsch oder Jargon und Vulgärsprache unterteilen lässt. In der Rhetorik gibt es eine Reihe von rhetorischen Figuren, mit deren Hilfe besondere sprachliche Effekte erzielt werden. Im Journalismus wurde der Ausdruck „Stilform“ durch die Bezeichnung journalistische Darstellungsform abgelöst.
Der Stil wird maßgeblich von dem Genre bestimmt, in dem geschrieben wird, zum Beispiel in der 'dichten' Form einer SMS oder eines Zeitungsartikels – dort dann wissenschaftlich oder politisch motiviert, in der feuilletonistischen Kurzform einer Glosse oder im Roman (siehe auch Sprachgebrauch). In fiktionalen Texten hat der Autor mehr stilistische Freiheiten.

### Technik
Besonders in technischen Disziplinen werden Details zur erwarteten bzw. geforderten Erscheinungsform von Produkten oder Ergebnissen meist in speziellen, oft individuell je Unternehmen, je Produkt oder projektbezogen erstellten Regelwerken festgelegt. So basiert beispielsweise die Gestaltung der Benutzeroberfläche eines Computerprogramms auf einem „GUI-Styleguide“ oder die formale Struktur des Quellcodes von Computerprogrammen auf Programmierstilen beziehungsweise Richtlinien zur Quelltextformatierung.

## Erweiterte Bedeutungen
Außerhalb der bildenden Künste, allgemein, spricht man auch von Stilen, oft von Verhaltensstilen, je nach betrachtetem Verhalten/Resultaten einer Handlung, also etwa von Wohnstil, Modestil, Denkstil, Programmierstil, Lauf- oder Schwimmstil usw. Stile können sich ändern; sie sind oft zeitgebunden und differieren zumeist örtlich, nach Gruppen und Individuen außerordentlich stark.
- Im weiteren Sinne umfasst Stil alle Aspekte von Design, also Formgebung, Entwerfen, Gestaltung, Styling
- Im Sport bezeichnet es die Art und Weise, wie die Bewegungen des Körpers im Rahmen bestimmter Regeln ausgeführt werden. Beispiel: im Hochsprung der Straddle, eine Rollbewegung über die Latte, und der Fosbury-Flop (kreiert durch Dick Fosbury) als über den Rücken gesprungene Technik.

Zu erwähnen sei noch das Spannungsfeld der Begriffe „mit Stil“, „kultiviert“, „manieriert“, „zivilisiert“:
- Jemand hat einen Stil, orientiert also sein (Konsum-)verhalten konsequent an einem von ihm vertretenen Wertkonzept, dem meist traditionelle Qualitätsvorstellungen zu Grunde liegen
- aber jemand hat Stil, wenn er sich innerhalb eines geschmacklichen Kanons sicher bewegt.

## Stil als ästhetischer Begriff
Die Ästhetik interessiert sich für Stil als ein allgemeines Phänomen, nämlich als etwas, was bestimmten Handlungsweisen zugeschrieben wird. Stil-Zuschreibungen folgen zwar gewissen Regeln, sind aber immer subjektiv. Ein wesentliches Merkmal ist dabei, dass ein Stil als Alternative zu anderen Stilen gedacht wird: Mit der rechten Hand zu zeichnen, ist für eine Rechtshänderin zwar eine Handlungsweise, aber keine stilistische Entscheidung, weil es für sie keine Alternative gibt. Entscheidet sie sich aber zwischen Tusche und Bleistift, trifft sie eine stilistische Entscheidung.
Bei Stilen lassen sich mehrere Ebenen auseinanderhalten: Die Form eines Stils besteht aus seinen äußerlichen Eigenschaften – diejenigen Stilelemente, an denen ein Stil erkannt wird. Daneben verkörpert jeder Stil auch einen Sinn. Hierbei kann es sich um die Funktion handeln, die dieser Stil erfüllt oder die Stimmung, die er vermittelt. Und schließlich treten Stile meist in einem gewissen äußeren Rahmen in Erscheinung, dem Raum: Gemälde hängen im Museum, Graffitikunst ziert Hauswände. Einen Choral hört man oft in Kirchen, Schunkellieder dagegen bei einer Karnevalssitzung.

## Stil in der Musik
„In den Musikwissenschaften ist der Stilbegriff von Guido Adlers zentraler Setzung bis zu seiner Verdrängung durch Geschmacks- und Präferenzforschungen in den 1970er Jahren mit unterschiedlichem Stellenwert und deutlich verschiedenen Absichten verhandelt worden. Während bei Adler die Systematisierung ‚chaotischer Zustände‘ dazu dienen sollte, ‚in dem Knäuel künstlerischer Erscheinungen […] den roten Faden der Geschichte aufzudecken‘, ging es bei der Annäherung des Stilbegriffs an die Mode um eine Erweiterung von Maßstäben der perfekten Angemessenheit auf den Lebensstil – was lange vor Adlers Abhandlung zur Temporalisierung des Stilbegriffs geführt hat. Dick Hebdige vertritt für die populäre Musik eine anthropologisch-strukturalistische Position, bei der er zwei Annäherungen vorschlägt: Homologie und praktische Zuordnung von Bedeutung. Leonard B. Meyer befasste sich mit der Systematisierung von Einschränkungen bei der Stilausübung. Mit der Aneignung von Stilmitteln ist die Antizipation von Handlungen zugunsten eines virtuell gemeinschaftlichen Handlungsverlaufs durch eine Variation von Gegenstandsbezügen verbunden. In den 1970er Jahren kann die Rede von einer exponentiellen Vervielfachung von Stilrichtungen in der populären Musik sein, die dem Entstehen von vielen kleinen Studios und Schallplattenfirmen anstelle weniger großer zu verdanken war.“

### Allgemeine Werke, Stiltheorie
- Jan Białostocki: Stil und Ikonographie. Studien zur Kunstwissenschaft. Dresden 1966.
- Ludwig Börne: Bemerkungen über Sprache und Stil (1826). In: Sämtliche Schriften. Band II, Düsseldorf 1964.
- Jan von Brevern, Joseph Imorde (Hrsg.): Stil / Style. In: Kritische Berichte 42, 2014, Heft 1.
- Wolfgang Brückle: Stil (kunstwissenschaftlich). In: Ästhetische Grundbegriffe. Historisches Wörterbuch in sieben Bänden. Band 5, Stuttgart/ Weimar 2003, S. 665–688.
- Dirk Budde: Stil und Stilbegriff in der Populären Musik. Gießen 1998.
- Hans-Werner Eroms: Stil und Stilistik. Eine Einführung. Erich Schmidt Verlag, Berlin 2007, ISBN 978-3-503-09823-1
- H. U. Gumbrecht, K. L. Pfeiffer: Stil. Geschichten und Funktionen eines kulturwissenschaftlichen Diskurselements. Frankfurt am Main 1986.
- H. U. Gumbrecht: Schwindende Stabilität der Wirklichkeit. Eine Geschichte des Stilbegriffs. In: H. U. Gumbrecht, K. L. Pfeiffer: Stil. Geschichten und Funktionen eines kulturwissenschaftlichen Diskurselements. Frankfurt am Main 1986, S. 726–788.
- Dick Hebdige: Subculture – The Meaning of Style. London 1979 (deutsch in: Schocker. Stile und Moden der Subkultur, Reinbek 1983).
- Gábor Paál: Stil. In: Was ist schön? Die Ästhetik in allem. Würzburg 2020, ISBN 978-3-8260-7104-1, S. 205–218.
- Veronika Pöhnl: Die mediale Dimension des Stilbegriffs in Kunst- und Wissenschaftstheorie. In: MEDIENwissenschaft. H. 2, 2015, S. 164–181 (Volltext).
- Caecilie Weissert (Hrsg.): Stil in der Kunstgeschichte. Neue Wege der Forschung. Darmstadt 2009.